# Provadia
Provadia (in bulgaro Провадия?, Provadija) è una città nel nord-est della Bulgaria, parte della provincia di Varna, situata in una profonda gola carsica (sinclinale di Provadia) lungo il fiume Provadiya non lontano dalla costa bulgara del Mar Nero. È il centro amministrativo della Municipalità di Provadia. A dicembre 2009, la città ha una popolazione di 12.901 abitanti.
Provadia ha servito come punto doganale sin da tempi antichi. È ben noto per le acque minerali salate, il suo clima mite e un totale di 70 km di grotte nelle pareti montuose circostanti. Può essere raggiunto in treno da Sofia o Varna e ci sono anche autobus ogni ora da e per Varna tramite un sofisticato sistema stradale.

## Storia
A Provadia vi è il sito di Solnitsata, la città preistorica più antica d'Europa. Gli scavi sulle mura della città iniziati nel 2005 rivelano una città che risale al periodo compreso tra il 4.700 a.C. e il 4.200 a.C. Si ritiene che sia stato luogo di commercio del sale.

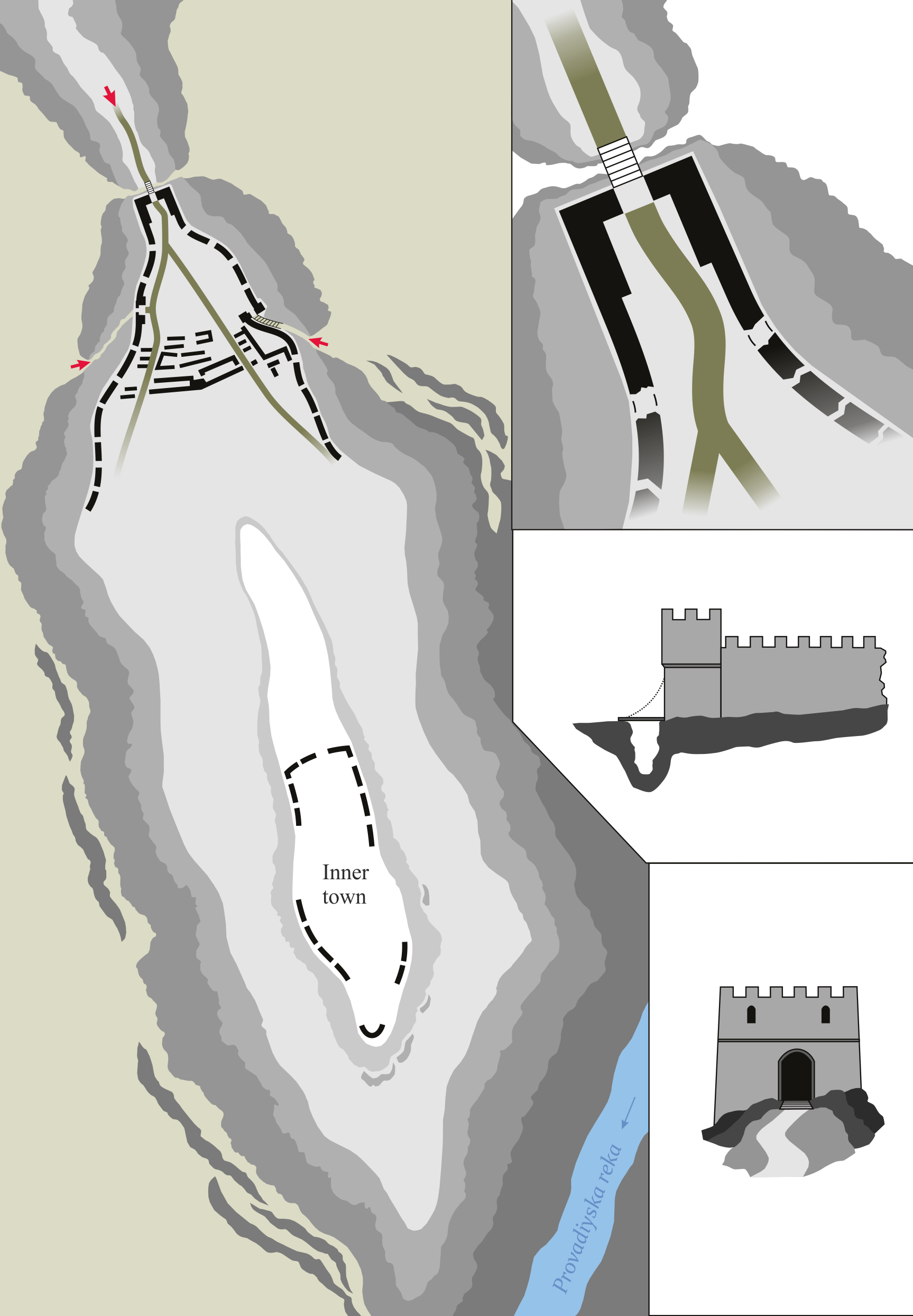
Pianta della fortezza Ovech

I nomi storici della fortezza medievale, le cui rovine sono state conservate fino ad oggi, includono Provat (greco bizantino), Ovech (Овеч, bulgaro), Provanto (italiano) e Pravadı (lingua turca). Il nome greco e suoi adeguamenti derivano dalla parola πρόβατο, provato, "pecore", e il nome bulgaro corrisponde medievali direttamente (essendo derivati da овца, ovtsa, con lo stesso significato). La fortezza è aperta ai visitatori.
Durante il Medioevo la città fu un centro chiave del Primo Impero bulgaro con un importante monastero nel moderno villaggio di Ravna, la cui chiesa fu consacrata il 23 aprile 897, e un importante scriptorium della Scuola letteraria Preslav. Il leader ribelle e successivamente imperatore di Bulgaria Ivailo sconfisse un esercito bizantino di 10.000 uomini vicino alla città nel 1279. Durante il secondo impero bulgaro fu sede di una città nel XIV secolo. Ovech fu catturato dagli Ottomani nel 1388 dopo un lungo assedio.
Nel XVII e XVIII secolo Provadia era una città commerciale dell'Impero Ottomano ed era abitato da molti mercanti ebrei e ragusani. Una chiesa in stile ragusano del XVI-XVII secolo si trova ancora nel vicino villaggio di Dobrina.

## La città oggi
A sud di Provadia si trova la più grande miniera di salgemma della Bulgaria, che si ritiene sia praticamente inesauribile con una cupola di sale alta fino a 3900 m, ed è stata sfruttata sporadicamente per circa 7500 anni ma industrialmente, attraverso la lisciviazione, solo dagli anni '60; ora fa parte di Solvay Sodi AD a Devnya con il nome di Provadsol AD. Alcune delle caverne di lisciviazione sono utilizzate per lo stoccaggio del gas naturale. Provadia è un hub importante sia per il gasdotto Druzhba che per il progetto abbandonato South Stream. Altre strutture industriali includono un moderno impianto di biodiesel, un frantoio per semi di girasole, un impianto di riparazione di macchine pesanti, macchinari per la costruzione navale e fabbriche tessili. La città ha un discreto potenziale come centro termale; la sua acqua minerale salina è presumibilmente simile nella composizione a quella di Karlovy Vary.
I luoghi di interesse includono il complesso etnografico Lambova Kashta e le collezioni etnografiche nei villaggi di Dobrina e Manastir, così come i monasteri rupestri e le rovine del monastero di Ravna dell'IX-X secolo, uno dei centri più importanti della Scuola letteraria Preslav, soprannominato "laboratorio linguistico" da Umberto Eco.  
"Provadiya Hook" a Greenwich Island, Isole Shetland meridionali, Antartide prende il nome da Provadia.
L'attuale sindaco della città è Zhoro Ilchev, eletto nel 2019.

## Municipalità

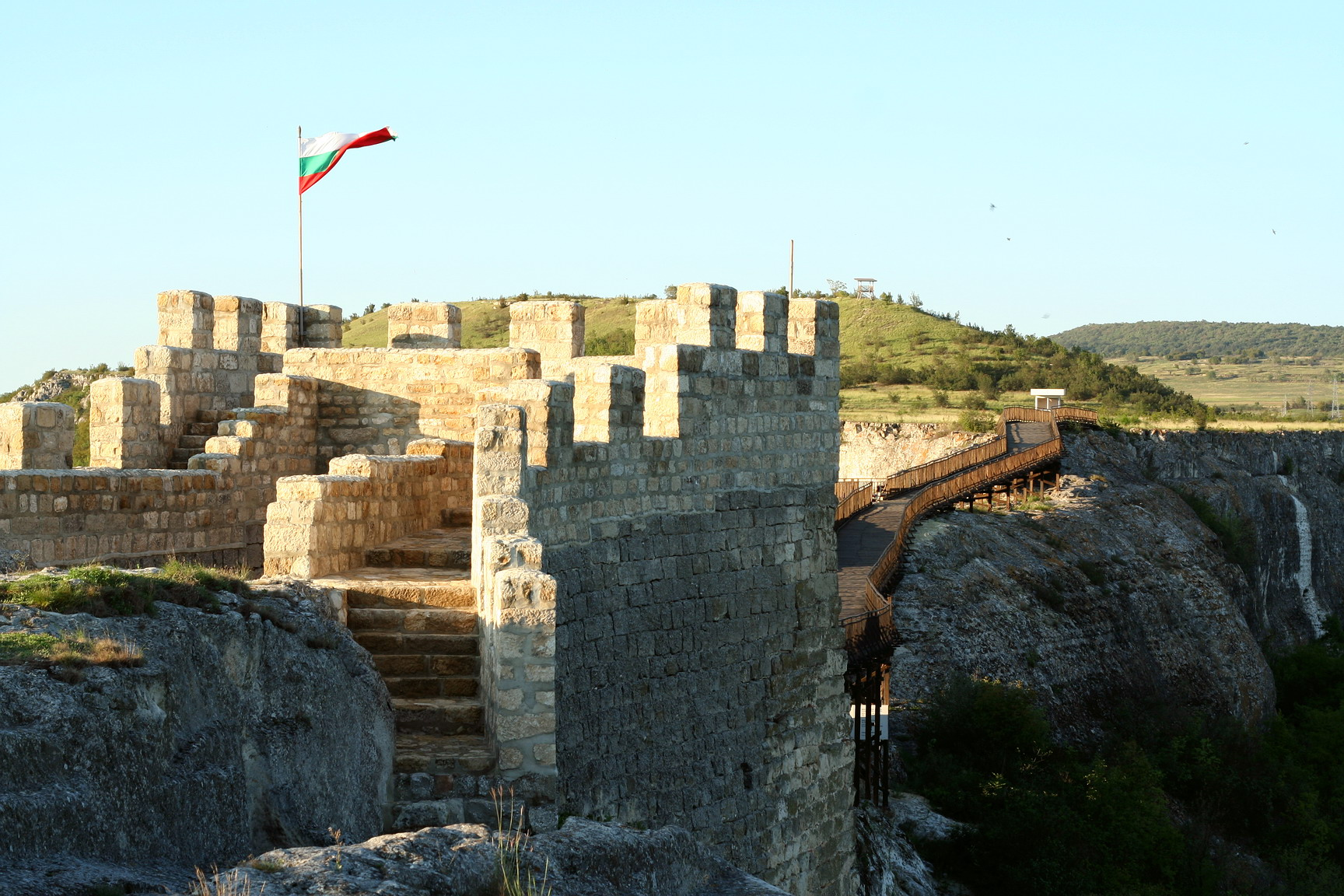
Il castello Ovech sopra Provadia

Provadia è la sede della municipalità di Provadia (parte della provincia di Varna), che comprende anche i seguenti 24 villaggi: 
| - Barzitsa - Blaskovo - Bozveliysko - Chayka - Cherkovna - Chernook - Dobrina - Gradinarovo - Hrabrovo - Kiten - Komarevo - Krivnya | - Manastir - Nenovo - Ovchaga - Petrov dol - Ravna - Slaveykovo - Snezhina - Staroselets - Tutrakantsi - Venchan - Zhitnitsa - Zlatina |